# Pannekoeken

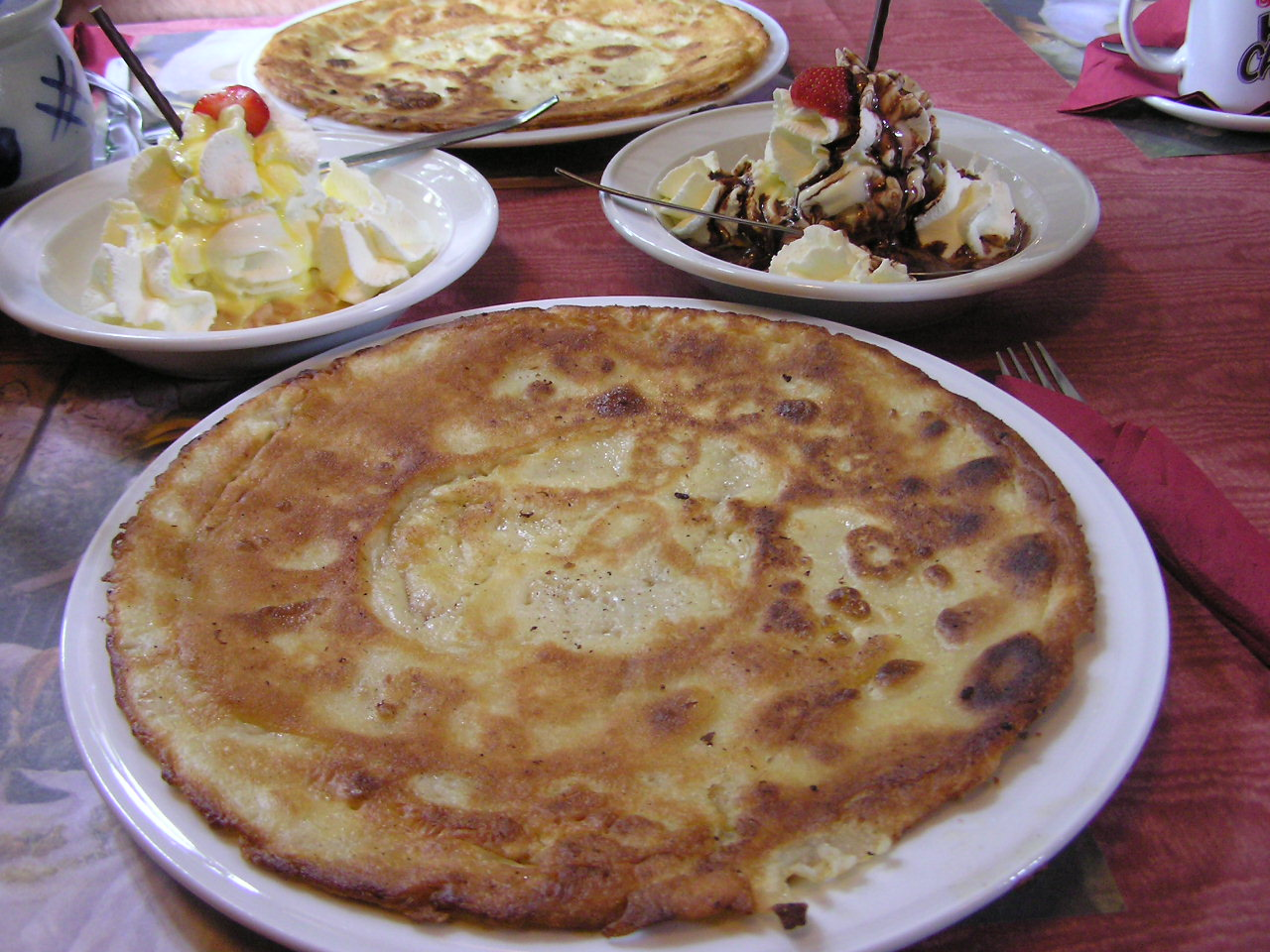
Pannekoeken.

El Pannekoeken es un postre  de panqueques muy típico de la cocina holandesa, se puede decir que son algo más gordos (quizás como los pancakes americanos) a los que se les suele verter ingredientes salados como tocino ahumado, o dulces como uvas pasas, compota de manzana.
- Datos: Q954627